# Bataille de Montréjeau
Insurrection royaliste de 1799 dans le Toulousain
Batailles
- Pech-David
- Colomiers
- L'Isle Jourdain
- Carbonne
- Beaumont de Lomagne
- Montréjeau

La bataille de Montréjeau a lieu du 19 au 20 août 1799 (ou 3 Fructidor an VII) et oppose les insurgés royalistes aux troupes républicaines, victorieuses.

## Contexte

### L'insurrection royaliste dans le Midi toulousain
De nombreux réfractaires à la conscription, jusqu'à 10 000, avaient été réorganisés en maquis par un binôme constitué du jeune comte Antoine de Paulo (24 ans), ancien brigadier du roi émigré, Louis XVIII, et du général d'abord révolutionnaire, puis rallié depuis 3 ans aux royalistes, le général Antoine Rougé. Ces troupes avaient été réunies en trois points : Mauvezin, à l'ouest de Toulouse, et au château du comte Joseph de Villèle à Mourvilles-Basses, près de Montgiscard. Quelques cavaliers et un millier d'hommes seulement auraient été armés de fusils.
Les insurgés avaient pour objectif de prendre Toulouse le 5 août, en profitant d'une complicité à l'intérieur de la ville. Mais prévenue par une trahison, une faible garnison réussit à les repousser pendant trois jours. Une contre-attaque républicaine, menée par le général Antoine Jean-Baptiste Aubugeois de La Borde, défendant Toulouse, parvient finalement à les faire déguerpir de leur place forte de Pech-David.

### L'échec et la fuite vers l'Espagne
Ne voyant pas venir un soulèvement général notamment de Bordeaux sur lequel ils comptaient, ne réussissant pas à prendre Agen, les royalistes se replient vers Lombez, Gimont, Saverdun et L'Isle-Jourdain, et se maintiennent essentiellement dans le Gers. Les troupes républicaines de l'Aude et de l'Ariège réagissent et les en chassent. Les royalistes ont réussi à s'emparer de Colomiers (150 morts parmi la population), mais sont ensuite défaits quelques jours après à L'Isle-Jourdain (400 morts et 80 prisonniers royalistes), le 11 août par le général Aubugeois.
Les royalistes se replient vers l'Espagne et abandonnent ensuite Muret sans combattre au général Aubugeois le 14 août. Au passage, les royalistes prennent ensuite Carbonne (68 morts républicaines et 200 prisonniers) et les restes de leurs effectifs décident de se replier vers Saint-Gaudens. Les troupes républicaines réduisent ensuite des bandes restées dispersées de royalistes à Beaumont-de-Lomagne, le 18 août, et dans le Gers, le 22.

### La poursuite républicaine
L'armée régulière de poursuite est alors organisée ; elle est menée par les commandants Guy-Marie Viçose et l'adjudant général Marie Étienne de Barbot, ainsi que le général Jean André Commes, chargé de la 10e région militaire et Guillaume Pégot.
Une colonne (menée par Commes et Viçose) venant de Toulouse attaque les royalistes d'abord au nord de la ville de Montréjeau, avant que leur retraite soit finalement coupée par une colonne venue de l'Ouest, de Lannemezan, et qui est dirigée par Barbot.

## Combats
Pressés par l'armée de la République, les royalistes avaient quitté Saint-Gaudens le 29 thermidor (15 août), pour se regrouper à la nuit tombante à Montréjeau où ils avaient envoyé des émissaires la veille. Vers 23 heures, ils y auraient disposé de 1 500 à 3 000 hommes, essentiellement des paysans, peu aguerris, quelques prêtres et 7 pièces d'artillerie. Ils établissent leur état-major dans l'hôtel de Lassus-Camon.
Prévenu par Commes et Viçose qui se sont positionnés à Saint-Gaudens, Barbot fait mouvement jusqu'au Naouatés, à deux kilomètres à l'ouest de Montréjeau, avec 1 100 soldats essentiellement des chasseurs des montagnes venant des Hautes-Pyrénées, et cent-deux gendarmes à pied, mobilisés pour l'occasion. Il dispose de deux pièces de quatre.
Au matin, après un échange de tirs, l'artillerie à plus grande portée et plus efficacement servie par les républicains, a détruit deux pièces de l'artillerie royaliste. Une heure plus tard, la cavalerie républicaine de Viçose attaque par la côte d'Ausson, et des escarmouches sanglantes ont lieu un peu partout au nord et à l'est de la ville où les troupes républicaines se sont déployées.
Les gendarmes à cheval du capitaine Micas chargent et les chasseurs à cheval du 14e du chef d'escadron Lafargue et du général Barthier font d'abord diversion et prennent le centre-ville, où les insurgés sont postés aux fenêtres et tirent sur les attaquants. La cavalerie royaliste menée par Rougé se bat pendant un temps avant de fuir en apercevant les baïonnettes de la colonne Viçose, venant d'atteindre le sommet de la côte de Capdeville.
Talonnée par la cavalerie républicaine, la cavalerie royaliste (dont le général Antoine Rougé et Antoine de Paulo qui commandent l'armée royale) s'échappent, franchissent le pont et passent en Espagne par Mazères, Tibiran, Saint-Bertrand-de-Comminges, Cierp et Bagnères-de-Luchon.
Barbot prévenu, a mené l'attaque principale coordonnée et prend les royalistes à revers en occupant le quartier du plan et le pont sur la Garonne. Les volontaires de la Neste débouchent par le chemin de Mazères, au bas de Capelé et tombent sur les fuyards à pied.
Une fusillade royaliste sème un instant la panique parmi les troupes de la République, la situation est rétablie, et deux coups de canon à mitraille jettent le désordre dans les rangs royalistes ; certains se retirent vers l'actuel lac de Montréjeau au confluent Garonne-Neste. L'essentiel des troupes à pied et les paysans faiblement armés passent la Garonne à gué ou se bousculent au pont en un grand désordre. Beaucoup se noient (ceci semble assez curieux, car la Garonne en basses eaux au mois d'août dans cet endroit est parfaitement guéable) et sont massacrés là où ils se cachent (environ 300 morts).

## Conséquences
Cette bataille marque la fin de l'insurrection royaliste dans le sud-ouest.
Deux mille paysans du camp royaliste ont déserté et se sont évaporés dans la région où ils n'ont pratiquement plus fait parler d'eux. 200 prisonniers ont été faits en ville et dans le quartier du pont. Tous les canons et leur matériel ont été saisis. Conduits en prison à Toulouse, ils sont jugés et onze d'entre eux sont fusillés, deux déportés, neuf emprisonnés et dix acquittés. La plupart des autres sont libérés, dont le comte Louis de Villèle. Les deux conseils de guerre trainent les pieds jusqu'à l'amnistie qui est décidée par le Premier consul, Napoléon Bonaparte.
On (Viçose) croit d'abord que le comte de Paulo est tué dans les combats en cherchant à s'échapper. En fait Barbot, son ancien condisciple à l'école sorézienne, l'aurait sciemment laissé s'échapper. Cela nuira d'ailleurs beaucoup à sa carrière, à tort ou à raison.
Le général Barthier, avec les gendarmes à cheval et un escadron de chasseurs, poursuity les chefs royalistes, dont la plupart réussit à s'échapper par Luchon ou Saint-Béat.
L'adjudant général Chaussey, chef des troupes ariègeoises, annonce le terme de la bataille :
« Citoyens, vive la République ! victoire complète !
 L'ennemi est battu complètement par les troupes commandées par l'adjudant général Barbot : 1 500 scélérats, au moins, ont mordu la poussière. 500 prisonniers sont déjà ici, et il en arrive à force, à chaque instant. J'arrive en ce moment de Montréjeau. La route est jonchée de cadavres. L'ennemi est en fuite et on ignore la route qu'il a prise. Je compte que dans peu, cette armée de brigands royalistes n'existera plus. Ils avaient ce matin 10 pièces de canon : 8 sont tombés au pouvoir des républicains. La République triomphera, et dans peu de jours, nous n'aurons plus à courir après cette bande de royalistes, ennemis de l'Humanité.
Vive la République et ça ira ! Salut et fraternité. »
Commes communique une liste de 44 noms d'insurgés qui auraient pu passer la frontière (dont de Paulo et Rougé) au gouverneur du Val d'Aran en lui demande de les lui livrer. Il ne réussit à livrer qu'une dizaine d'inconnus, n'inquiétant pas de Paulo et Rougé qui vivent tranquillement en Espagne, au su et au vu de la population. Mais près de 300 fuyards sont encore faits prisonniers en cherchant à passer la frontière.
Les forces en présence étaient à peu près égales, les républicains avaient été surpris dans les combats de la Terrasse, à Carbonne (68 morts républicains) et à Saint-Martory. Toutefois, le professionnalisme des troupes républicaines a eu raison des troupes royalistes, composées majoritairement de paysans armés et de quelques dizaines de cavaliers issus de la petite noblesse locale. Par ailleurs, la faiblesse en artillerie des royalistes et l'inexpérience de leurs artilleurs ne leur ont pas permis d'exploiter avec succès la supériorité que leur donnait la position de camp retranché de la bourgade.
Concernant les pertes des deux camps, les républicains parlent d'une douzaine de morts dans leurs rangs contre 1 000  à   1 500 victimes dans le camp des rebelles pour la seule bataille de Montréjeau. Cette disproportion semble curieuse, on aurait pu avoir une idée plus précise en consultant les registres municipaux : en effet la présence de milliers de cadavres dans la ville au mois d'août a dû nécessiter des mesures municipales d'urgence ; hélas, ces archives des délibérations du conseil municipal se sont perdues lors de l'incendie de la halle de la mairie le 24 décembre 1944.
Pour l'ensemble de la campagne, les royalistes auraient perdu au total 4 000 morts et 6 000 prisonniers, dont 4000 furent immédiatement relâchés, et la plupart des autres amnistiés lors du 18 brumaire, y compris les émigrés et les prêtres réfractaires.